# Малагасийская Республика
Пе́рвая Респу́блика Мадагаска́р, официально — Малагаси́йская Респу́блика (малаг. Repoblika Malagasy; фр. République malgache) — государство, существовавшее на территории острова Мадагаскар с 1958 по 1975 год.
Было основано в 1958 году как автономная республика в рамках Французского сообщества, стало полностью независимым в 1960 году и просуществовало до провозглашения Демократической Республики Мадагаскар в 1975 году.

## История
После того, как Франция приняла конституцию Пятой республики под руководством генерала Шарля де Голля 28 сентября 1958 года, Французский Мадагаскар провёл референдум, чтобы определить, должна ли страна стать самоуправляющейся республикой в рамках Французского сообщества. Партия конгресса независимости Мадагаскара (AKFM) и другие националисты, выступавшие против концепции ограниченного самоуправления, набрали около 25 % голосов избирателей. Подавляющее большинство населения по настоянию руководства Социал-демократической партии Мадагаскара (СДП) проголосовало за референдум. Голосование привело к избранию 27 апреля 1959 года Филибера Цирананы первым президентом страны.
14 октября 1958 года Мадагаскар стал республикой в рамках Французского содружества. 29 апреля 1959 года была принята Конституция Мадагаскара (поправки к ней были утверждены в 1960 и 1962 годах), официальное название государства стало Республика Мадагаскар.
После года переговоров между Цирананой и его французскими коллегами 26 июня 1960 года статус Мадагаскара как самоуправляющейся республики был официально изменён до полностью независимого и суверенного государства.
Основным фактором, определившим развитие страны в этот период, являлось подписание в апреле 1960 года серии 14 соглашений и конвенций, направленных на поддержание и укрепление франко-малагасийских отношений и сотрудничестве между Францией и Мадагаскаром, которые обеспечивали французской стороне возможность широкого контроля и влияния во всех сферах деятельности молодого государства и сохранения своих позиций на острове после получения им независимости. Экономика Мадагаскара в этот период характеризовалась незначительными темпами роста, которые превосходили темпы роста населения, низким уровнем производительных сил, засильем иностранного капитала. Политическая и экономическая система Первой Республики легла в основу ситуации, когда 10 % населения получали 80 % совокупного дохода. Нарастающее недовольство, вызванное ухудшением экономического положения большинства населения и углублением социальных и этнических противоречий, вылилось в начале 1970-х годов в острый социально-экономический и политический кризис, который привёл режим Филибера Цирананы к падению.
В начале 1960-х годов на Мадагаскаре преобладал дух политического примирения. Достигнув независимости и освободив лидеров «Демократического движения за малагасийское обновление», задержанных после восстания 1947 года, Филибер Циранана способствовал решению основных вопросов, на которых более агрессивно настроенные националистические элементы строили большую часть своей поддержки. В соответствии с твёрдым обязательством Цирананы оставаться привязанным к западной цивилизации, новый режим ясно заявил о своём намерении поддерживать прочные связи с Францией и Западом в экономической, оборонной и культурной сферах. Не совсем оптимистично относясь к этой перспективе, оппозиция первоначально разделяла интересы закрепления достижений предыдущего десятилетия. Большинство этнических и региональных интересов поддержали Филибера Циранану.
Подобно другим африканским лидерам в эпоху независимости, Филибер Циранана наблюдал за укреплением власти своей собственной партии за счёт других партий. Эти действия дополнила политическая система, которая решительно поддерживала действующего президента. Хотя политический процесс позволял партиям меньшинства участвовать, конституция предписывала систему принципа «победитель получает всё», что фактически лишало оппозицию права голоса в управлении. Положение Цирананы было дополнительно усилено широкой, многоэтнической популярной базой СДП среди жителей побережья, в то время как оппозиция была сильно дезорганизована. AKFM продолжала испытывать внутрипартийные разногласия между левыми и ультранационалистическими, менее и более ортодоксальными марксистскими фракциями; она не могла использовать все более активную, но относительно менее привилегированную малагасийскую молодёжь, потому что основу партии составлял средний класс народа мерина.

## Падение
Новая сила на политической арене стала первым серьёзным вызовом правительству Цирананы в апреле 1971 года. Национальное движение за независимость Мадагаскара (МОНИМА) возглавило крестьянское восстание в провинции Тулиара. Создателем и лидером МОНИМА был Мундза Дзауна, который также участвовал в восстании 1947 года. Главной проблемой было давление правительства на сбор налогов тогда, когда местные стада крупного рогатого скота были разорены болезнями. Протестующие атаковали военные и административные центры в этом районе, очевидно, надеясь на поддержку в виде оружия и подкреплений из Китая. Но помощь из-за рубежа так и не пришла, и крестьянское восстание (Ротака) было жёстко и быстро подавлено. По оценкам, погибли от 50 до 1 000 человек, МОНИМА была распущена, а лидеры МОНИМА, в том числе Дзауна и несколько сотен протестующих, были арестованы и депортированы на остров Нуси-Лава.
Другое движение возникло в начале 1972 года в форме студенческих протестов в Антананариву. Всеобщая забастовка с участием примерно 100 000 учащихся средних школ страны была сосредоточена на трёх основных вопросах:
- расторжение соглашений о культурном сотрудничестве с Францией;
- замена образовательных программ, разработанных для школ во Франции и преподаваемых французскими учителями, программами, подчёркивающими малагасийский образ жизни и культуру и преподаваемыми малагасийскими инструкторами;
- расширение доступа малообеспеченной молодёжи к средним учебным заведениям.

К началу мая СДП попытался любой ценой положить конец студенческой забастовке; 12 и 13 мая 1972 года правительство арестовало несколько сотен студенческих лидеров и отправило их в Нуси-Лаву. Власти также закрыли школы и запретили демонстрации.
Растущая экономическая стагнация, проявляющаяся в нехватке инвестиционного капитала, общем снижении уровня жизни и неспособности достичь даже скромных целей в области развития, ещё больше подорвала позиции правительства. Силы, развязанные растущим экономическим кризисом в сочетании со студенческими беспорядками, создали оппозиционный альянс. Рабочие, государственные служащие, крестьяне и многая безработная городская молодёжь Антананариву присоединились к студенческой забастовке, которая распространилась на провинции. Протестующие подожгли ратушу и офисы одной из столичных газет на французском языке.
Переломный момент произошёл 13 мая 1972 года, когда Республиканские силы безопасности (фр. Force Républicaine de Sécurité, FRS) открыли огонь по участникам беспорядков. В последовавшей схватке от 15 до 40 человек были убиты и около 150 ранены. Филибер Циранана объявил чрезвычайное положение и 18 мая распустил своё правительство, положив конец Первой республике. Затем он передал всю власть Национальной армии под командованием генерала Габриэля Рамананцуа. Национальная армия сохраняла строгий политический нейтралитет во время кризиса, и её вмешательство с целью восстановления порядка приветствовалось протестующими и элементами оппозиции.
Военный режим Рамананцуа не смог решить нарастающие экономические и этнические проблемы и едва пережил попытку государственного переворота 31 декабря 1974 года. В попытке восстановить единство Рамананцуа 5 февраля 1975 года передал власть полковнику Ричарду Рацимандраве. Спустя пять дней Рацимандрава был убит. Было сформировано Национальное военное управление для восстановления порядка путём объявления военного положения, строгой цензуры политического выражения и приостановления деятельности всех политических партий.
Политический кризис переходного периода был разрешён 15 июня 1975 года, когда Национальное военное управление избрало лейтенанта-коммандера Дидье Рацираку главой государства и президентом нового правящего органа Верховного революционного совета (SRC). Выбор Рацираки развеял этнические опасения, потому что он происходил из народа котье, который принадлежал к этнической группе бецимисарака. Кроме того, Рацирака, как убеждённый социалист, воспринимался своими военными коллегами как консенсусный кандидат, способный объединить различные левые политические партии, такие как AKFM и МОНИМА, студентов, городских рабочих, крестьянство и вооружённые силы.